# Andreas Efler
Andreas Efler (* 4. Oktober 1967 in Wien, Österreich) ist ein österreichischer Dreiband Karambolagespieler, Autor und Entwickler. Er war in der bis 2005 geführten österreichischen National Billard League auf Rang Nr. 1 mit 186 Punkten. Seit 2018 hält er den österreichischen Rekord einer Höchstserie von 17 im Dreiband, der weltweit bei 28 liegt. Er ist Spartentrainer Dreiband beim Bundesleistungszentrum Carambol Dreiband des BSVÖ.

## Biografie
Andreas Efler wurde 1967 in Wien geboren. Seine gesamte Schulzeit verbrachte er in der Schweiz, in der Nähe der Stadt Basel, wo er 1987 auch sein Abitur machte. Im Alter von 19 Jahren kam er zum 1. Mal mit Karambol Billard in Kontakt und ließ sich in den Basler Billard Club einschreiben. Nachdem er sich zwei Jahre lang mit den Seriendisziplinen Freie Partie und Cadre beschäftigt hatte, wechselte er zum Dreiband. Durch den intensiven Kontakt mit dem französischen Weltklassespieler Robert Weingart gelangen ihm die entscheidenden Fortschritte, national und international.
Seinen ersten Titel bei der Österreichische Staatsmeisterschaft Dreiband errang Efler 1999. Bis 2018 konnte er 6 Goldmedaillen bei der ÖSM gewinnen.
Heute lebt Andreas Efler wieder in Wien, wo er Dreiband-Kurse abhält und versucht, den Sport populärer zu machen. Zusammen mit Robert Leiter produzierte er eine DVD, auf der Effekte von Billardstößen mit Hilfe von Spezialkameras sichtbar gemacht werden konnten.
Efler ist maßgeblich an der Entwicklung von MyWebSport beteiligt.

## Erfolge
- Weltcupturniersieger in Veijle (DK) 1995
- EM Silber in Odense (DK) 1994
- WM Silber Mannschaft (D) 1997
- 3. Platz Weltcupturnier Antalya (T) 1997
- 3. Platz Europacup 4er Mannschaft 1998
- Sieger des „1. Magna Dreiband GP“ 2005
- Sieger des „1. Lugner City Dreiband GP“ 2005
- Sieger des „1. Vienna Twin Tower Dreiband GP“ 2005
- Sieger der „NBL Gesamtwertung – in memoriam Johann Scherz“ 2005
- Sieger des „1. Gasometer Dreiband GP“ 2006
- Sieger des „3. Vienna Twin Tower Dreiband GP“ 2007
- Sieger des „1. Traisenpark Dreiband GP“ 2007
- Mehrfacher Gesamtsieger nationaler Grand-Prix Serien
- 6-mal Schweizer Meister Dreiband
- Österreichische Staatsmeisterschaft Dreiband:  1999, 2009, 2011, 2013, 2016, 2018  1996/1, 1997, 2001, 2010  2002, 2007, 2014
- 4-mal Österreichischer Mannschaftsmeister Dreiband
- 3-mal Schweizer Mannschaftsmeister Dreiband
- Französischer Mannschaftsmeister Dreiband
- Deutscher Mannschaftsmeister Dreiband

Quellen: 

## Veröffentlichungen
- Faszination Dreiband-Billard, Andreas Efler, Litho Verlag; Auflage: 1., Aufl. (September 2005), 355 Seiten, ISBN 978-3-9804706-8-1
- Faszination Dreiband-Billard, gleichnamige DVD, Laufzeit 25 Min., Highspeed- und Infrarotaufnahmen
- Big Points, Andreas Efler, Litho Verlag; Auflage: 1., Auflage (1. November 2009), 334 Seiten, ISBN 978-3-941484-01-6

Quelle: